# Listă de plante medicinale - A

A - Ă - Â - B - C - D - E - F - G - H - I - Î - J - K - L - M - N - O - P - Q - R - S - Ș - T - Ț - U - V - X - Y - Z
| Plantă     | Denumire latină       | Proprietăți vindecătoare |
| ---------- | --------------------- | ------------------------ |
| Afin       | Vaccinium myrtillus   |                          |
| Albăstrea  | Centaurea cyanus      |                          |
| Amăreală   | Polygala              |                          |
| Anason     | Pimpinella anisum     |                          |
| Angelică   | Angelica archangelica |                          |
| Anghinare  | Cynara scolymus       |                          |
| Ardei roșu | Capsicum annuum       |                          |
| Armurar    | Carduus marianus      |                          |
| Arnică     | Arnica montana        |                          |